# Commonwealth Games 2006/Badminton (Mixed)
Folgend die Ergebnisse und Platzierungen bei den Commonwealth Games 2006 im Badminton-Mixed.

## Ergebnisse

### 1. Runde
- Eli Mambwe / Ogar Siamupangila –  Craig Cooper / Lianne Shirley 0-2
- Edwin Ekiring / Saudah Nabawesi –  Steve Malcouzane / Cynthia Course 0-2
- Mike Beres / Valérie Loker –  Justin Siu / Nekeisha Blake 2-0
- Filivai Molia / Andra Whiteside –  Paul Le Tocq / Elena Johnson 0-2
- Abraham Wogute / Fiona Ssozi –  Dorian James / Michelle Edwards 0-2
- Stephan Beeharry / Shama Aboobakar –  Ross Smith / Kellie Lucas 0-2
- Chris Dednam / Kerry-Lee Harrington –  Gavin Carter / Lucy Burns 2-0
- Ryan Fong / Alissa Dean –  Georgie Cupidon / Juliette Ah-Wan 0-2
- Richard Vaughan / Kelly Morgan –  Simon Archer / Ella Tripp 0-2
- Stuart Brehaut / Erin Carroll –  Anil Seepaul / Kerian Quan Chee 2-0
- Ronald Susilo / Jiang Yanmei –  Valiyaveetil Diju / Jwala Gutta 2-0

### 2. Runde
- Nathan Robertson / Gail Emms –  Wong Choong Hann / Ooi Sock Ai 2-0
- Philippe Bourret / Helen Nichol –  Craig Cooper / Lianne Shirley 0-2
- Andrew Bowman / Kirsteen Miller –  Édouard Clarisse / Karen Foo Kune 2-0
- Hendri Kurniawan Saputra / Li Yujia –  Victor Munga Odera / Irene Kerimah 2-0
- Garron Palmer / Nigella Saunders –  Mike Beres / Valérie Loker 1-2
- Travis Denney / Kate Wilson-Smith –  Bruce Topping / Lisa Lynas 2-0
- Paul Le Tocq / Elena Johnson –  Chris Dednam / Kerry-Lee Harrington 2-0
- Dorian James / Michelle Edwards –  Ross Smith / Kellie Lucas 2-0
- Charles Pyne / Alya Lewis –  Koo Kien Keat / Wong Pei Tty 0-2
- Georgie Cupidon / Juliette Ah-Wan –  Fred Gituku / Anna Ng'ang'a 2-0
- Simon Archer / Ella Tripp –  Stuart Brehaut / Erin Carroll 2-0
- Bruce Topping / Erin Keery –  Bobby Milroy / Tammy Sun 0-2
- Ronald Susilo / Jiang Yanmei –  Deeneshsing Baboolall / Amrita Sawaram 2-0
- Burty Molia / Karyn Whiteside –  Steve Malcouzane / Cynthia Course 2-0
- Hendra Wijaya / Liu Fan Frances –  Anthony Clark / Donna Kellogg 2-0
- Chameera Kumarapperuma / Thilini Jayasinghe –  Daniel Shirley / Sara Runesten-Petersen 0-2

### Achtelfinale
- Nathan Robertson / Gail Emms –  Craig Cooper / Lianne Shirley 2-0
- Andrew Bowman / Kirsteen Miller –  Burty Molia / Karyn Whiteside 2-0
- Hendri Kurniawan Saputra / Li Yujia –  Mike Beres / Valérie Loker 2-0
- Travis Denney / Kate Wilson-Smith –  Paul Le Tocq / Elena Johnson 2-0
- Dorian James / Michelle Edwards –  Koo Kien Keat / Wong Pei Tty 0-2
- Georgie Cupidon / Juliette Ah-Wan –  Hendra Wijaya / Liu Fan Frances 0-2
- Simon Archer / Ella Tripp –  Bobby Milroy / Tammy Sun 1-2
- Ronald Susilo / Jiang Yanmei –  Daniel Shirley / Sara Runesten-Petersen 0-2

### Endrunde
|  | Viertelfinale | Viertelfinale                         | Viertelfinale                         | Viertelfinale | Viertelfinale |                                       |    | Halbfinale | Halbfinale       | Halbfinale       | Halbfinale       | Halbfinale       |                  |    | Finale                     | Finale                            | Finale | Finale | Finale |
|  |               |                                       |                                       |               |               |                                       |    |            |                  |                  |                  |                  |                  |    |                            |                                   |        |        |        |
|  |               | Nathan Robertson Gail Emms            | 21                                    | 21            |               |                                       |    |            |                  |                  |                  |                  |                  |    |                            |                                   |        |        |        |
|  |               | Andrew Bowman Kirsteen Miller         | 8                                     | 6             |               |                                       |    |            |                  |                  |                  |                  |                  |    |                            |                                   |        |        |        |
|  |               | Andrew Bowman Kirsteen Miller         | 8                                     | 6             |               | Nathan Robertson Gail Emms            | 19 | 21         | 21               |                  |                  |                  |                  |    |                            |                                   |        |        |        |
|  |               |                                       |                                       |               |               | Nathan Robertson Gail Emms            | 19 | 21         | 21               |                  |                  |                  |                  |    |                            |                                   |        |        |        |
|  |               |                                       | Hendri Kurniawan Saputra Li Yujia     | 21            | 14            | 17                                    |    |            |                  |                  |                  |                  |                  |    |                            |                                   |        |        |        |
|  |               | Hendri Kurniawan Saputra Li Yujia     | Hendri Kurniawan Saputra Li Yujia     | 21            | 14            | 17                                    | 23 | 21         |                  |                  |                  |                  |                  |    |                            |                                   |        |        |        |
|  |               |                                       |                                       |               |               |                                       | 23 | 21         |                  |                  |                  |                  |                  |    |                            |                                   |        |        |        |
|  |               | Travis Denney Kate Wilson-Smith       | 21                                    | 17            |               |                                       |    |            |                  |                  |                  |                  |                  |    |                            |                                   |        |        |        |
|  |               |                                       |                                       |               |               |                                       |    |            |                  |                  |                  |                  |                  |    | Nathan Robertson Gail Emms | 21                                | 21     |        |        |
|  |               |                                       | Daniel Shirley Sara Runesten-Petersen | 17            | 10            |                                       |    |            |                  |                  |                  |                  |                  |    |                            |                                   |        |        |        |
|  |               | Daniel Shirley Sara Runesten-Petersen | 22                                    | 21            |               |                                       |    |            |                  |                  |                  |                  |                  |    |                            |                                   |        |        |        |
|  |               | William Milroy Tammy Sun              | 20                                    | 11            |               |                                       |    |            |                  |                  |                  |                  |                  |    |                            |                                   |        |        |        |
|  |               | William Milroy Tammy Sun              | 20                                    | 11            |               | Daniel Shirley Sara Runesten-Petersen | 15 | 21         | 21               |                  |                  |                  |                  |    |                            |                                   |        |        |        |
|  |               |                                       |                                       |               |               | Daniel Shirley Sara Runesten-Petersen | 15 | 21         | 21               |                  |                  |                  |                  |    |                            |                                   |        |        |        |
|  |               |                                       | Koo Kien Keat Wong Pei Tty            | 21            | 14            | 15                                    |    |            | Spiel um Platz 3 | Spiel um Platz 3 | Spiel um Platz 3 | Spiel um Platz 3 | Spiel um Platz 3 |    |                            |                                   |        |        |        |
|  |               | Koo Kien Keat Wong Pei Tty            | Koo Kien Keat Wong Pei Tty            | 21            | 14            | 15                                    | 16 | 21         | Spiel um Platz 3 | Spiel um Platz 3 | Spiel um Platz 3 | Spiel um Platz 3 | Spiel um Platz 3 | 21 |                            |                                   |        |        |        |
|  |               |                                       |                                       |               |               |                                       |    |            |                  |                  |                  |                  |                  | 21 |                            |                                   |        |        |        |
|  |               | Hendra Wijaya Liu Fan Frances         | 21                                    | 11            | 11            |                                       |    |            |                  |                  |                  |                  |                  |    |                            | Hendri Kurniawan Saputra Li Yujia | 21     | 21     | 21     |
|  |               |                                       |                                       |               |               |                                       |    |            |                  |                  |                  |                  |                  |    |                            | Koo Kien Keat Wong Pei Tty        | 14     | 23     | 6      |